# Stjärtrotor

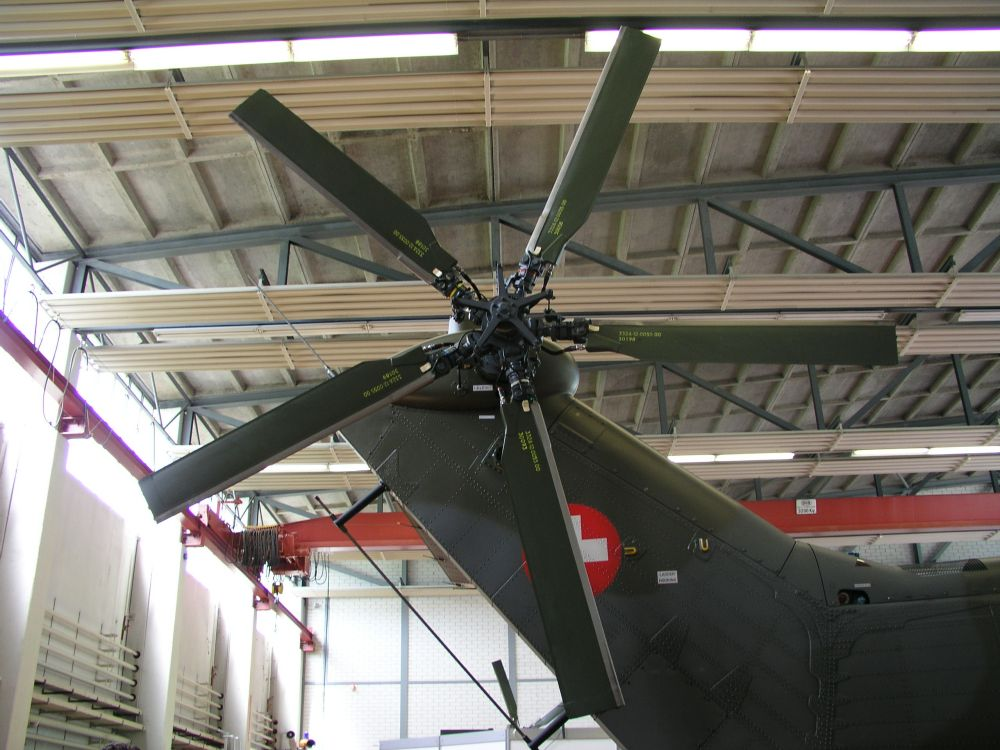
Stjärtrotorn på en helikopter, i mitten koppling för bladjustering

Stjärtrotor är den mindre rotorn längst bak på helikoptrar med bara en huvudrotor. Stjärtrotorn ska förhindra att hela helikoptern roterar runt sin egen axel.